# Associazione Sportiva Casale F.B.C. 1948-1949
Questa voce raccoglie le informazioni riguardanti l'Associazione Sportiva Casale F.B.C. nelle competizioni ufficiali della stagione 1948-1949.

## Rosa
| N. |                   | Ruolo | Calciatore         |
| -- | ----------------- | ----- | ------------------ |
|    | Italia (bandiera) | C     | Alessandro Asiano  |
|    | Italia (bandiera) | P     | L. Bertinotti      |
|    | Italia (bandiera) | C     | Arturo Biagi       |
|    | Italia (bandiera) | C     | G. Carpo           |
|    | Italia (bandiera) | A     | A. Colombari       |
|    | Italia (bandiera) | A     | Elpidio Coppa      |
|    | Italia (bandiera) | A     | Stelvio Della Casa |
|    | Italia (bandiera) | D     | M. Ferrarotti      |

| N. |                   | Ruolo | Calciatore         |
| -- | ----------------- | ----- | ------------------ |
|    | Italia (bandiera) | D     | A. Ghisio          |
|    | Italia (bandiera) | C     | Giovanni Menozzi   |
|    | Italia (bandiera) | D     | Giovanni Molino    |
|    | Italia (bandiera) | A     | Giovanni Operto    |
|    | Italia (bandiera) | P     | Vincenzo Reverchon |
|    | Italia (bandiera) | A     | F. Rosolia         |
|    | Italia (bandiera) | C     | A. Socco           |